# プランゼット
『プランゼット』（Planzet）は、2010年5月22日に公開された日本のアニメ映画（フルCG映画）。

## 概要
映像作家・粟津順監督による、『惑星大怪獣ネガドン』に続く新時代特撮と題した全編フルCG映画。上映時間53分。全国15スクリーンで公開（初日8館、以降順次公開）。Blu-ray&DVD版は2010年9月3日に発売。
2010年7月15日に韓国・第14回プチョン国際ファンタスティック映画祭で正式招待上映。
2010年10月3日に日本映画専門チャンネルでテレビ初放送された。

## ストーリー
2053年、宇宙からの謎の生命体の襲撃により人類の大半が殲滅された壊滅状態となった。最終作戦プランゼットが計画される中、ロボット兵器GL-2パイロットの明嶋大志は日本方面軍・富士基地の死守を命じられる。

## キャスト
- 明嶋大志 - 宮野真守

GL-2パイロット。
- 佐河佳織 - 寺崎裕香

GL-3パイロット。
- 田崎剣 - 津田健次郎

GL-1パイロット。
- 吉澤ユウラ - 竹内順子

惑星自衛軍連合統合軍少佐。
- 明嶋こよみ - 石原夏織

大志の妹。
- 明嶋孝志郎 - 岩崎征実

防衛軍エースパイロット。
- 吉澤方面総監・ナレーション - 屋良有作
- その他キャスト - 前田剛、赤澤涼太、尾崎恵

## スタッフ
- 原作・脚本・絵コンテ・監督 - 粟津順
- CGディレクター - 宮原眞
- アニメーション協力 - 白組、白組ヒューマンスタジオ、太陽企画、マリンポスト、サムライピクチャーズ、近藤望
- 音響監督 - 山田陽
- 音楽・効果 - 寺沢新吾
- 制作協力 - 小川智弘、伊藤耕一郎
- エグゼクティブ・プロデューサー - 川口典孝、永田勝治、新田達弘
- ライン・プロデューサー - 酒井雄一
- プロデューサー - 角南一城
- 製作 - コミックス・ウェーブ・フィルム、メディアファクトリー
- 配給・宣伝 - コミックス・ウェーブ・フィルム

## 主題歌
- 『竜宮の使い』

歌 - 元ちとせ、作詞・作曲 - 上田現
インディーズ時代2001年8月1日発売のミニアルバム『コトノハ』に収録。